# Equació de Grad-Shafranov
En magnetohidrodinàmica, l'equació de Grad-Shafranov (H. Grad i H. Rubin (1958); Vitalii Dmitrievich Shafranov (1966)) és l'equació d’equilibri ideal per a un plasma bidimensional, per exemple el plasma toroidal simètric a l'eix en un tokamak. Aquesta equació adopta la mateixa forma que l'equació de Hicks des de la dinàmica de fluids.  Aquesta equació és una equació el·líptica en derivades parcials bidimensional i no lineal obtinguda de la reducció de les equacions ideals de la magnetohidrodinàmica a dues dimensions, sovint per al cas de toroïdals simètrics a l'eix (com per exemple, en un tokamak).
Si prenem {\displaystyle (r,\theta ,z)} com a coordenades cilíndriques, la funció de flux {\displaystyle \psi } es regeix per l'equació
{\displaystyle {\frac {\partial ^{2}\psi }{\partial r^{2}}}-{\frac {1}{r}}{\frac {\partial \psi }{\partial r}}+{\frac {\partial ^{2}\psi }{\partial z^{2}}}=-\mu _{0}r^{2}{\frac {dp}{d\psi }}-{\frac {1}{2}}{\frac {dF^{2}}{d\psi }},}
on {\displaystyle \mu _{0}} és la permeabilitat magnètica, {\displaystyle p(\psi )} és la pressió, {\displaystyle F(\psi )=rB_{\phi }}, i el camp magnètic i el corrent són, respectivament, donats per
{\displaystyle {\begin{aligned}{\vec {B}}&={\frac {1}{r}}\nabla \psi \times {\hat {e}}_{\theta }+{\frac {F}{r}}{\hat {e}}_{\theta },\\\mu _{0}{\vec {J}}&={\frac {1}{r}}{\frac {dF}{d\psi }}\nabla \psi \times {\hat {e}}_{\theta }-\left[{\frac {\partial }{\partial r}}\left({\frac {1}{r}}{\frac {\partial \psi }{\partial r}}\right)+{\frac {1}{r}}{\frac {\partial ^{2}\psi }{\partial z^{2}}}\right]{\hat {e}}_{\theta }.\end{aligned}}}
La naturalesa de l'equilibri, ja sigui un tokamak, un tros de camp invertit, etc. està determinada en gran manera per les eleccions de les dues funcions {\displaystyle F(\psi )} i {\displaystyle p(\psi )} així com les condicions límit.

## Derivació (en coordenades de lloses)
A continuació, se suposa que el sistema és bidimensional amb {\displaystyle z} com a eix invariant, és a dir {\displaystyle {\frac {\partial }{\partial z}}=0} per a totes les quantitats. Llavors, el camp magnètic es pot escriure en coordenades cartesianes com
{\displaystyle \mathbf {B} =\left({\frac {\partial A}{\partial y}},-{\frac {\partial A}{\partial x}},B_{z}(x,y)\right),}
o de manera més compacta,
{\displaystyle \mathbf {B} =\nabla A\times {\hat {\mathbf {z} }}+B_{z}{\hat {\mathbf {z} }},}
on {\displaystyle A(x,y){\hat {\mathbf {z} }}} és el potencial vectorial del camp magnètic en el pla (components x i y). Tingueu en compte que, basant-nos en aquesta forma de B podem veure que A és constant al llarg de qualsevol línia de camp magnètic donat, ja que {\displaystyle \nabla A} és perpendicular a B arreu (tingueu en compte també que -A és la funció de flux {\displaystyle \psi } esmentat més amunt).
Les estructures magnètiques estacionàries i bidimensionals es descriuen pel balanç de forces de pressió i forces magnètiques, és a dir:
{\displaystyle \nabla p=\mathbf {j} \times \mathbf {B} ,}
on p és la pressió del plasma i j és el corrent elèctric. Se sap que p és una constant al llarg de qualsevol línia de camp (de nou, des de {\displaystyle \nabla p} és perpendicular a B). A més, el supòsit bidimensional ({\displaystyle {\frac {\partial }{\partial z}}=0}) significa que el component z del costat esquerre ha de ser zero, de manera que el component z de la força magnètica del costat dret també ha de ser zero. Això significa que {\displaystyle \mathbf {j} _{\perp }\times \mathbf {B} _{\perp }=0}, és a dir, {\displaystyle \mathbf {j} _{\perp }}és paral·lel a {\displaystyle \mathbf {B} _{\perp }}.
El costat dret de l'equació anterior es pot considerar en dues parts:
{\displaystyle \mathbf {j} \times \mathbf {B} =j_{z}({\hat {\mathbf {z} }}\times \mathbf {B_{\perp }} )+\mathbf {j_{\perp }} \times {\hat {\mathbf {z} }}B_{z},}
on el índex {\displaystyle \perp } indica el component en el pla perpendicular a l'eix {\displaystyle z}. El component {\displaystyle z} del corrent de l'equació anterior es pot escriure en termes del potencial vectorial unidimensional com
{\displaystyle j_{z}=-{\frac {1}{\mu _{0}}}\nabla ^{2}A.}.
El camp en el pla és
{\displaystyle \mathbf {B} _{\perp }=\nabla A\times {\hat {\mathbf {z} }}},
i utilitzant l'equació de Maxwell-Ampère, el corrent en el pla ve donat per
{\displaystyle \mathbf {j} _{\perp }={\frac {1}{\mu _{0}}}\nabla B_{z}\times {\hat {\mathbf {z} }}}.
Per tal que aquest vector sigui paral·lel a {\displaystyle \mathbf {B} _{\perp }} segons sigui necessari, el vector {\displaystyle \nabla B_{z}} ha de ser perpendicular a {\displaystyle \mathbf {B} _{\perp }}, i {\displaystyle B_{z}} té que ser, com {\displaystyle p}, un invariant de línia de camp.
Reorganitzant els productes creuats anteriors condueix a
{\displaystyle {\hat {\mathbf {z} }}\times \mathbf {B} _{\perp }=\nabla A-(\mathbf {\hat {z}} \cdot \nabla A)\mathbf {\hat {z}} =\nabla A},
i
{\displaystyle \mathbf {j} _{\perp }\times B_{z}\mathbf {\hat {z}} ={\frac {B_{z}}{\mu _{0}}}(\mathbf {\hat {z}} \cdot \nabla B_{z})\mathbf {\hat {z}} -{\frac {1}{\mu _{0}}}B_{z}\nabla B_{z}=-{\frac {1}{\mu _{0}}}B_{z}\nabla B_{z}.}
Aquests resultats es poden substituir per l'expressió de {\displaystyle \nabla p} per a donar:
{\displaystyle \nabla p=-\left[{\frac {1}{\mu _{0}}}\nabla ^{2}A\right]\nabla A-{\frac {1}{\mu _{0}}}B_{z}\nabla B_{z}.}
A partir que {\displaystyle p} i {\displaystyle B_{z}} són constants al llarg d'una línia de camp i només tenen funcions d'{\displaystyle A}, llavors {\displaystyle \nabla p={\frac {dp}{dA}}\nabla A} i {\displaystyle \nabla B_{z}={\frac {dB_{z}}{dA}}\nabla A}. D’aquesta manera, es factoritza {\displaystyle \nabla A} i la reordenació dels termes produeix l'equació de Grad-Shafranov:
{\displaystyle \nabla ^{2}A=-\mu _{0}{\frac {d}{dA}}\left(p+{\frac {B_{z}^{2}}{2\mu _{0}}}\right).}